# Fissidens tapes
Fissidens tapes är en bladmossart som beskrevs av Jean Édouard Gabriel Narcisse Paris och Brotherus 1901. Fissidens tapes ingår i släktet fickmossor, och familjen Fissidentaceae. Inga underarter finns listade i Catalogue of Life.